# Hokusai manga
Hokusai manga (北斎漫画? "Schizzi sparsi di Hokusai") è una raccolta di schizzi con vari soggetti, ad opera dell'artista giapponese Katsushika Hokusai. I soggetti dei disegni includono paesaggi, flora e fauna, scene di vita quotidiana e il soprannaturale. La parola manga nel titolo non si riferisce ai manga narrativi contemporanei.
Dipinti su xilografie in tre colori (nero, grigio e carne), i manga comprendono letteralmente migliaia di immagini in 15 volumi, il primo fu pubblicato nel 1814, quando l'artista aveva cinquantacinque anni. Gli ultimi tre volumi furono pubblicati postumi, due di questi furono assemblati dal loro editore utilizzando del materiale inedito. L'ultimo volume era composto da opere pubblicate in precedenza, con la presenza anche di alcune non di Hokusai, e non è considerato autentico dagli storici dell'arte.

## Storia della pubblicazione
La prefazione del primo volume dell'opera, scritta da Hanshū Sanjin (半洲散人?), un artista minore di Nagoya, suggerisce che la pubblicazione dell'opera possa essersi avvalsa degli aiutanti di Hokusai. Parte della prefazione dice:
Il volume finale è considerato spurio da alcuni storici dell'arte.

## Fonti del Manga
Tradizionalmente si ritiene che, dopo l'esplosione della produzione, Hokusai selezionò accuratamente e ridisegnò gli schizzi, sistemandoli negli schemi sopravvissuti. Tuttavia, Michener sostiene che lo schema delle immagini su una particolare opera sia stata organizzata dagli intagliatori e dagli editori, non dall'artista stesso.

## Eredità
Il primo volume di Manga (definito da Hokusai come un "pennello impazzito"), era un libro di istruzioni sull'arte pubblicato per aumentare i propri introiti, trovandosi in difficoltà economica. Poco dopo Hokusai rimosse il testo e lo ripubblicò. Manga testimonia la dedizione al realismo artistico nella rappresentazione delle persone e del mondo naturale. L'opera fu immediatamente un successo, presto seguirono i volumi successivi. L'opera fu conosciuta in Occidente da quando Philipp Franz von Siebold pubblicò le proprie parafrasi litografate di alcuni schizzi nel suo Nippon: Archiv zur Beschreinbung von Japon nel 1831. L'opera iniziò a circolare in Occidente dopo l'arrivo in Giappone di Matthew C. Perry nel 1854.

## Hokusai manganella cultura di massa
- Nel 1981 è uscito l'omonimo film, dedicato alla vita di Katsushika Hokusai, diretto da Kaneto Shindō.